# 哈德森灣狼
哈德森灣狼（Canis lupus hudsonicus）是灰狼的一个亚种，原产于基瓦廷北部，其中包括加拿大哈德森湾的西北海岸。1941年，爱德华·戈德曼首次将其归类为一个独立的亚种，並将它描述为一个白色的中型亚种，类似于北極狼，但头骨更平坦。在分类學參考書世界哺乳动物物种第三版中，哈德森灣狼被认为是狼的亚种。